# Halme (geslacht)
Halme is een kevergeslacht uit de familie van de boktorren (Cerambycidae). De wetenschappelijke naam van het geslacht werd voor het eerst geldig gepubliceerd in 1869 door Pascoe.

## Soorten
Halme omvat de volgende soorten:
- Halme spinicornis Heller, 1915
- Halme acantha Holzschuh, 2003
- Halme atrocoerulea Gressitt, 1939
- Halme basifusca Kusama & Oda, 1979
- Halme caerulescens Gahan, 1906
- Halme chatterjeei Gardner, 1926
- Halme chloromelana Heller, 1916
- Halme cinctella Gahan, 1906
- Halme cleriformis Pascoe, 1869
- Halme distans Holzschuh, 1989
- Halme eburneocincta Gressitt, 1934
- Halme formicaria Nonfried, 1894
- Halme grisescens Gressitt & Rondon, 1970
- Halme longipilis Holzschuh, 1993
- Halme masakoae Niisato, 1984
- Halme pulverosa Holzschuh, 1989
- Halme reducta Gressitt, 1959
- Halme rufofemorata Pic, 1922
- Halme viridana Gahan, 1907